# Stella distante
Stella distante è un romanzo breve dello scrittore cileno Roberto Bolaño, pubblicato per la prima volta in lingua spagnola nel 1996; l'opera nasce, come tra l'altro apertamente indicato dallo stesso autore nel prologo, dalla riscrittura ampliata di uno dei profili di poeti apocrifi contenuti nel precedente La letteratura nazista in America.

## Trama
Nella prefazione del romanzo, l'autore afferma di avere appreso la storia del protagonista, Carlos Wieder, dal suo compatriota Arturo B (narratore interno della vicenda), che a giudicare dai brevissimi cenni biografici altri non sarebbe che Arturo Belano, protagonista (nonché alter ego dello stesso Bolaño) de I detective selvaggi, oltreché personaggio di altre opere dell'autore cileno.
La storia inizia nella comunità dei giovani poeti di Concepción, la cosiddetta “capitale del sud” del Cile. Alberto Ruíz-Tagle è un giovane, serio ed alquanto taciturno, che frequenta le scuole di poesia della città, dove quasi tutti sono politicamente di sinistra, ma riesce a stringere amicizia soltanto con le donne, dalle quali è molto ammirato per il suo bell'aspetto ed il suo portamento elegante. In particolare piace alle gemelle Verónica e Angélica Garmendia, le più belle ragazze che il narratore abbia mai conosciuto. Al narratore ed al suo amico Bibiano O'Ryan sembra che dietro la facciata di Ruíz-Tagle ci sia qualcosa di falso, di vuoto, ma ovunque vada fa buona impressione sulle ragazze e sui loro genitori. Secondo la loro compagna Martita, detta la Grassa, sarà lui a fare la poesia cilena del futuro.
Immediatamente dopo il golpe del 1973, Alberto Ruíz-Tagle scompare nel nulla. Si avranno notizie di lui soltanto in seguito, quando, qualche tempo dopo, si presenterà nuovamente in provincia, a casa delle sorelle Garmendia, che avevano abbandonato Concepción a seguito dello scoppio del golpe, venendo da loro accolto a braccia aperte. Successivamente, scompare di nuovo e, con lui, anche le sorelle Garmendia.
Il narratore viene poi arrestato ed un giorno, dal cortile del carcere dove è trattenuto, assiste ad uno strano spettacolo: un aereo acrobatico monoposto, un Messeschmitt, traccia in cielo scritte di fumo tratte da versetti della Bibbia. L'autore è un tenente delle forze armate cilene, tale Carlos Wieder, che in breve diventa famoso nel Paese per le sue “poesie” disegnate nei cieli. Martita la Grassa è convinta di riconoscere in una sua foto l'ormai da tempo volatilizzatosi Aberto Ruíz-Tagle, evidentemente nient'altri che un militare infiltratosi sotto mentite spoglie nel gruppo dei giovani poeti di sinistra.
Mentre il Cile sprofonda nella dittatura di Pinochet e sempre più dissidenti cercano di fuggire dal Paese, la fama di Carlos Wieder quale pilota ed aeropoeta aumenta a dismisura. Le sue esibizioni si moltiplicano, e, oltre ad essere molto ammirato dalle donne, la sua opera risulta sempre più stimata ed apprezzata, tanto negli ambienti militari quanto in quelli letterari, ma i suoi ex-conoscenti si rendono conto che potrebbe esserci lui dietro la misteriosa sparizione di molti poeti, e soprattutto poetesse, dissidenti subito dopo lo scoppio del golpe.
Il giorno in cui Wieder si esibisce nella capitale, organizza anche una mostra d'arte fotografica a casa sua, ma i pochi ospiti invitati ne rimangono a dir poco inorriditi. Le pareti sono tappezzate di foto raffiguranti cadaveri di giovani orribilmente seviziati, tra i quali c'è chi riconosce anche i corpi brutalizzati delle sorelle Garmendia. I servizi segreti intervengono tempestivamente, mettendo il tutto a tacere, e Wieder a seguito di ciò viene congedato dalle forze armate.
Il narratore riesce poi ad emigrare in Spagna, dove qualche anno dopo viene raggiunto a Barcellona da Abel Romero, un ex poliziotto cileno, famoso durante la presidenza di Salvador Allende e per questo caduto in disgrazia sotto la dittatura. Romero ha ricevuto il suo nome ed indirizzo da Bibiano O'Ryan: il detective è sulle tracce di Carlos Wieder ed è sicuro che si trovi sotto falso nome in Europa. Per il narratore, non è difficile indovinare che Romero sia stato ingaggiato da qualcuno per vendicarsi di Wieder.
Romero chiede dunque al narratore di ispezionare una serie di riviste di poesia underground provenienti da parecchi paesi europei, da lui stesso procurategli, per cercare d'individuare l'ubicazione di Wieder, che in tutti questi anni pare abbia continuato a frequentare il sottobosco culturale. Inoltre, il detective riesce a raccogliere testimonianze che individuano l'ex torturatore come operatore di macchina di snuff movie in Italia. Alla fine, non risulta particolarmente difficile per il narratore individuare lo stile di scrittura di Wieder in alcuni interventi su una rivista pseudoavanguardistica francese di estrema destra.
Romero indaga, poi ritorna dal narratore e lo porta con sé a Lloret de Mar, dove riconosce in un bar Carlos Wieder, in vacanza sulla Costa Brava. Non può accettare quello per cui l'ex poliziotto è stato pagato, ma non può neppure opporvisi. Non è presente quando Romero si reca, per mezz'ora circa, nell'appartamento vacanze di Wieder per affrontarlo. Quando esce, i due cileni riprendono insieme il treno per Barcellona, evitando sapientemente di parlare della sorte dell'ex torturatore.

## Temi
Seppure in maniera più tangenziale rispetto al altre opere di Bolaño, anche qui vengono trattati molti i temi cari all'autore:
- le avanguardie poetiche
- il Gioco strategico a turni
- lo “squallore romantico” della pornografia
- gli snuff movie
- il clima politico del Cile degli anni 70
- la condizione dell'esule

## Epigrafe
“Quale stella cade senza che nessuno la guardi?” 
William Faulkner

## Edizioni
- Roberto Bolaño, Stella distante, traduzione di Angelo Morino, La rosa dei venti, Sellerio editore Palermo, 2009,  p. 204, ISBN 88-389-2415-5.
- Roberto Bolaño, Stella distante, traduzione di Barbara Bertoni, coll. Fabula n., Adelphi, 2013,  p. 147, ISBN 978-88-459-2757-7.

## Altri media
Nel 2018 l'editore Alfaguara ha pubblicato un adattamento a fumetti di Stella distante, scritto da Javier Fernández e illustrato da Fanny Marín.